# 米田家
米田家（こめだけ）は、越智氏の末裔と称する武家・士族・華族だった家。江戸時代には肥後熊本藩細川家の家老家として続き、維新後には米田虎雄が40年以上にわたって明治天皇に侍従として仕え、その功績で華族の男爵家、ついで子爵家に列せられた。

## 歴史

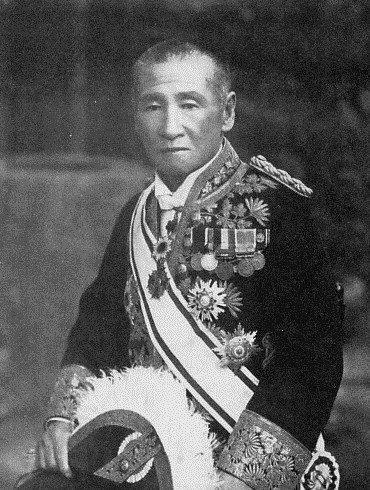
米田虎雄子爵

大和国の越智氏の末裔と称し、近江国滋賀郡坂本（滋賀県大津市坂本）の土豪だった家で、初めは足利将軍家に仕えていたが、米田求政の代に細川藤孝に仕えるようになった。
是季の代に長岡姓を許されたが、細川忠興と対立して一時浪人。元和9年（1623年）に藩主細川忠利の求めで帰参して家老となり、1万石を知行した。彼以降代々「長岡監物」を称し、松井家・有吉家と並ぶ熊本藩の家老家として続いた。藩主細川光尚の甥にあたる是庸が養子に入って家督を継ぐと1万5000石に加増された。
幕末から大正期の当主是保（明治以降の米田虎雄）は、戊辰戦争で熊本藩兵を率いて官軍に従軍し、奥羽戦線で戦功をあげた。維新後は熊本県大参事を経て、明治4年（1871年）に宮内省に入省し侍従として明治天皇の側近くに仕えた。明治11年には侍従長に昇進し、明治17年に徳大寺実則に譲った後も侍従・主猟官として天皇の側近くに仕え続けた。実に40年以上にわたり明治天皇に仕えた。
維新後、米田家は士族だったが、明治17年（1884年）に華族が五爵制になった際に定められた『叙爵内規』の前の案である『爵位発行順序』所収の『華族令』案の内規（明治11年・12年ごろ作成）や『授爵規則』（明治12年以降16年ごろ作成）では万石以上陪臣が男爵に含まれており、米田家も男爵候補に挙げられているが、最終的な『叙爵内規』では旧万石以上陪臣は授爵対象外となったためこの時には米田家は士族のままだった。
明治15年・16年ごろ作成と思われる『三条家文書』所収『旧藩壱万石以上家臣家産・職業・貧富取調書』は、虎雄について所有財産は空欄、職業は侍従長、貧富景況は相応と記している。
明治後期には旧万石以上陪臣が男爵に叙されるが、米田家については他の旧万石以上陪臣家よりも早い明治25年（1892年）10月15日に是容・是豪・虎雄の三代の勤王の功績をもって男爵に叙されている。さらに大正3年（1914年）5月13日には虎雄の多年の功により子爵に陞爵した。
宇土細川子爵家の分流である細川興勝の子国臣が養子に入って爵位を継いだ。彼は大佐まで昇進した陸軍軍人で予備役入り後には貴族院の子爵議員に当選して務めた。彼の代に米田子爵家の邸宅は東京市渋谷区原宿にあった。